# أرياني سيليستي
وإسمها الحقيقي بينيلوبي لوبيز ماركيز (بالإسبانية: Penelope Lopez Marquez) وإسمها الفني أرياني سيليستي (بالإسبانية: Arianny Celeste) وهي عارضة أزياء وقارعة جرس أمريكية ولدت في يوم 12 نوفمبر 1985 في مدينة لاس فيغاس، نيفادا في الولايات المتحدة وتعمل قارعة جرس في بطولة القتال النهائي وقد قدمت برنامج أوفر هولن.

## روابط خارجية
- أرياني سيليستي على موقع IMDb (الإنجليزية)